# NGC 3916
NGC 3916 é uma galáxia espiral (Sb) localizada na direcção da constelação de Ursa Major. Possui uma declinação de +55° 08' 37" e uma ascensão recta de 11 horas, 50 minutos e 51,2 segundos.
A galáxia NGC 3916 foi descoberta em 14 de Abril de 1789 por William Herschel.